# Metop

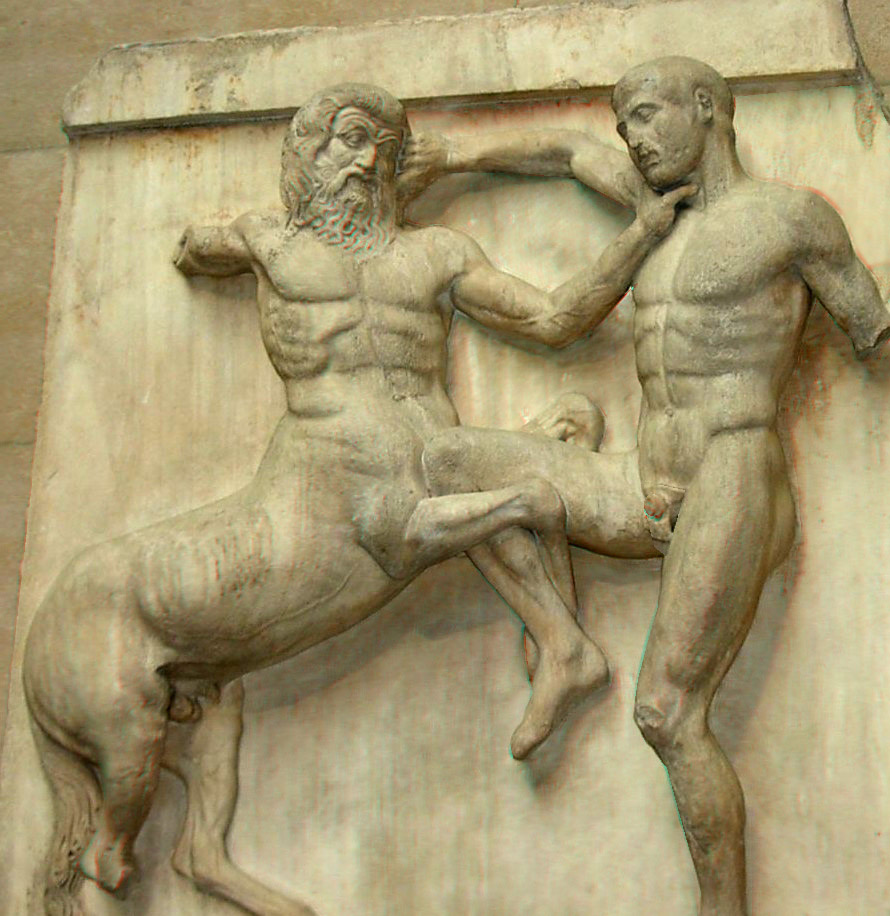
Metop i marmor från Parthenon som visar en del av striden mellan kentaurerna och lapiterna från 442–438 f.Kr. Höjd: 1,06 meter. British Museum, London.

I klassisk arkitektur är en metop (grekiska: μετόπη) ett rektangulärt arkitektoniskt element som fyller utrymmet mellan två triglyfer i en del av en dorisk fris. Den är ett dekorativt band av alternerande triglyfer och metoper ovanför arkitraven av en byggnad av den doriska ordningen. Metoper hade ofta målade eller skulpturala dekorationer. Det mest kända exemplet är Parthenons 92 metoper, av vilka några skildrar striden mellan kentaurerna och lapiterna. Målningen på de flesta metoper har gått förlorad, men det finns tillräckligt med spår kvar för att ge en god bild av deras ursprungliga utseende.
När det gäller struktur, kan metoper huggas ut ur ett enda block med en triglyf (eller triglyfer), eller så kan de skäras separat och glida in i slitsar i triglyfblocken som vid Afaiatemplet. Ibland höggs metoperna och friserna ut ur olika stenar för att ge färgkontrast. Även om de tenderar att vara nära fyrkantiga i form, är vissa metoper märkbart större i höjd eller bredd. De kan också variera i bredd inom en enda struktur för att möjliggöra hörnsammandragning, en justering av kolumnavståndet och arrangemanget av den doriska frisen i ett tempel för att göra utformningen mer harmonisk.

## Forntida arkitektur
Triglyffrisen är en del av den doriska ordningen, som uppfanns i antikens Grekland på 700-talet f.Kr. och användes främst i tempelarkitektur. Men även senare användes den doriska ordningen och med den metoperna som en strukturerande och dekorativ ordningsprincip i den grekiska arkitekturen. Från början var metoperna öppna och kunde innehålla vaser eller offerskallar. Senare stängdes de fria utrymmena med paneler av olika material. Dessa plattor kunde målas eller förses med reliefer.

## Galleri

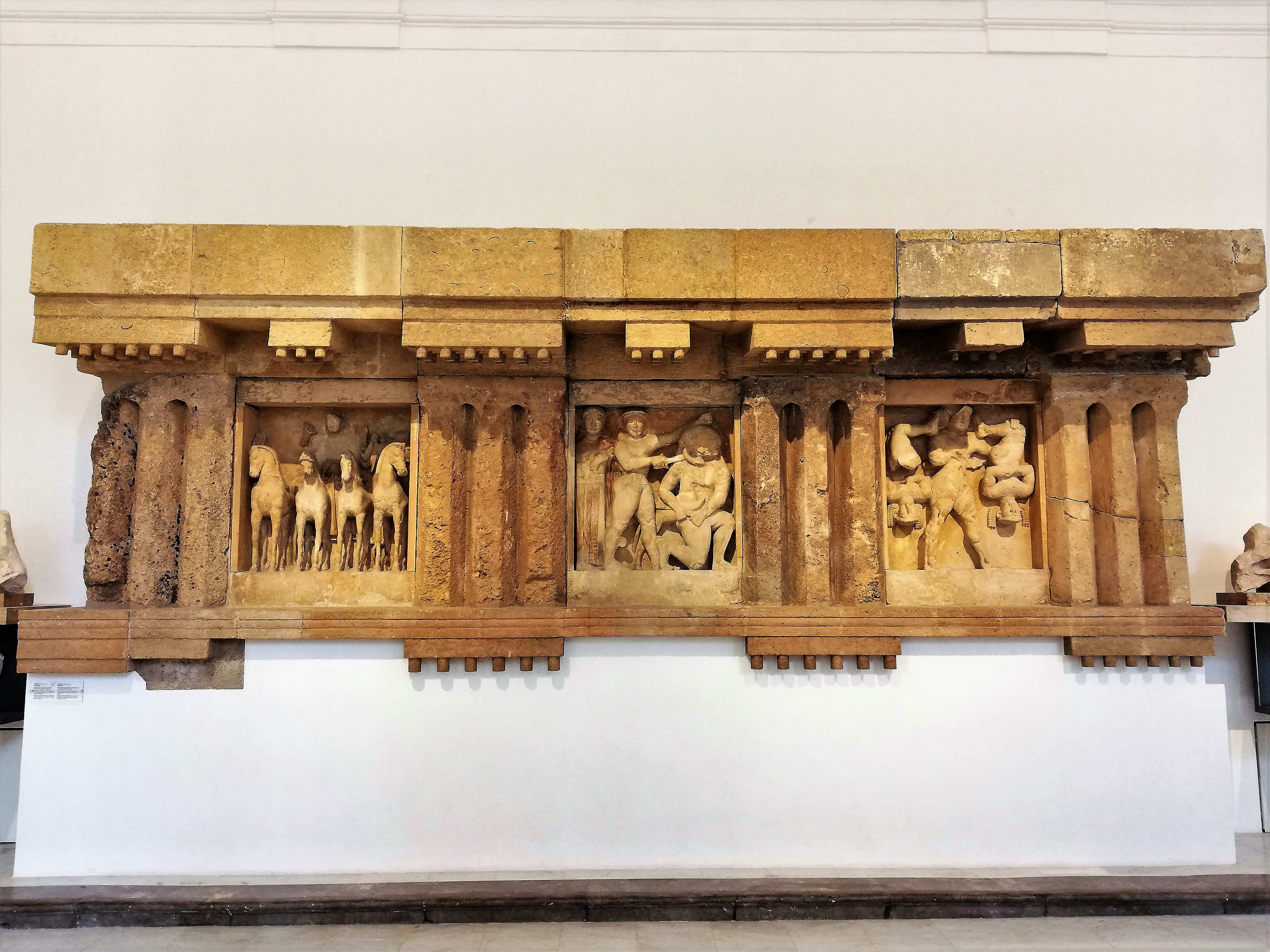
Triglyfer och metoper från Temple C (Selinus) vid Selinus, cirka 560 f.Kr., i Antonino Salinas regionala arkeologiska museum (Palermo, Italien).
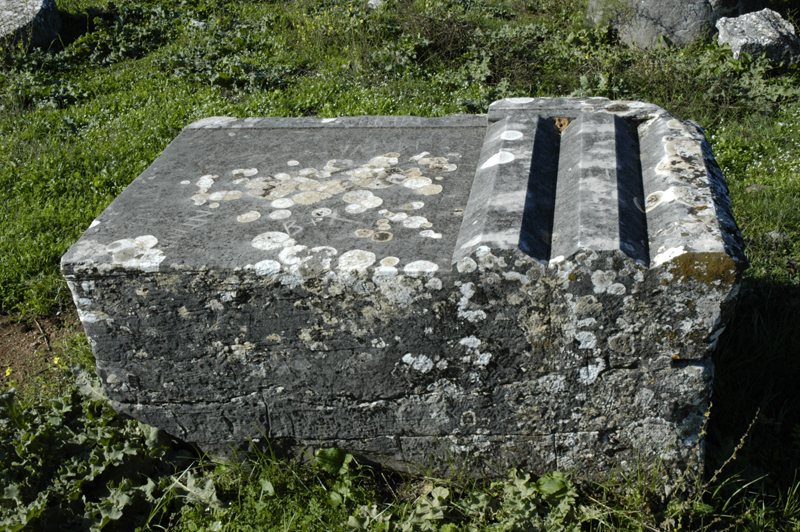
En metop (vänster) och triglyf (höger) skurna från ett kvarter från Stratos.
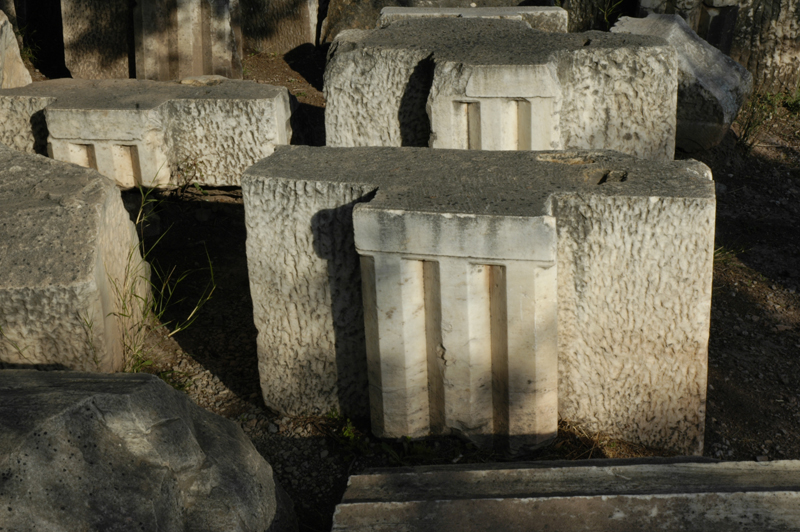
Triglyf block med slitsar för införande av metoper i Marmaria i Delfi.
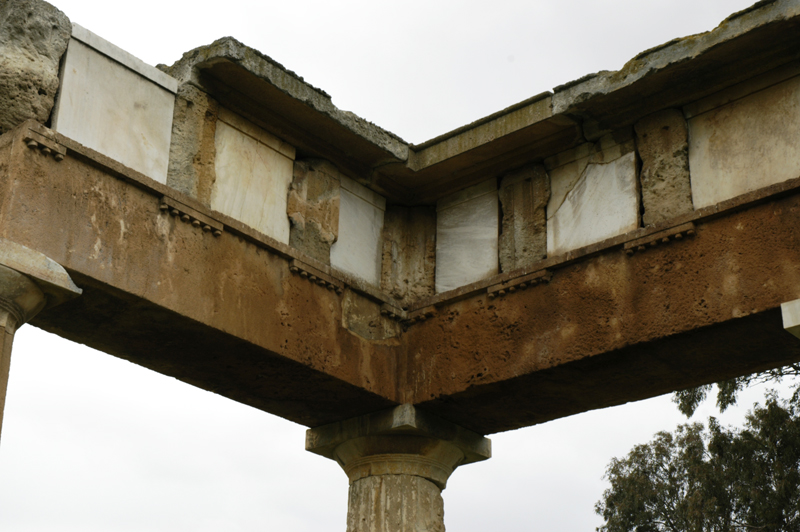
Metoper gjorda av marmor inslits i frisen på Stoa vid Brauron.
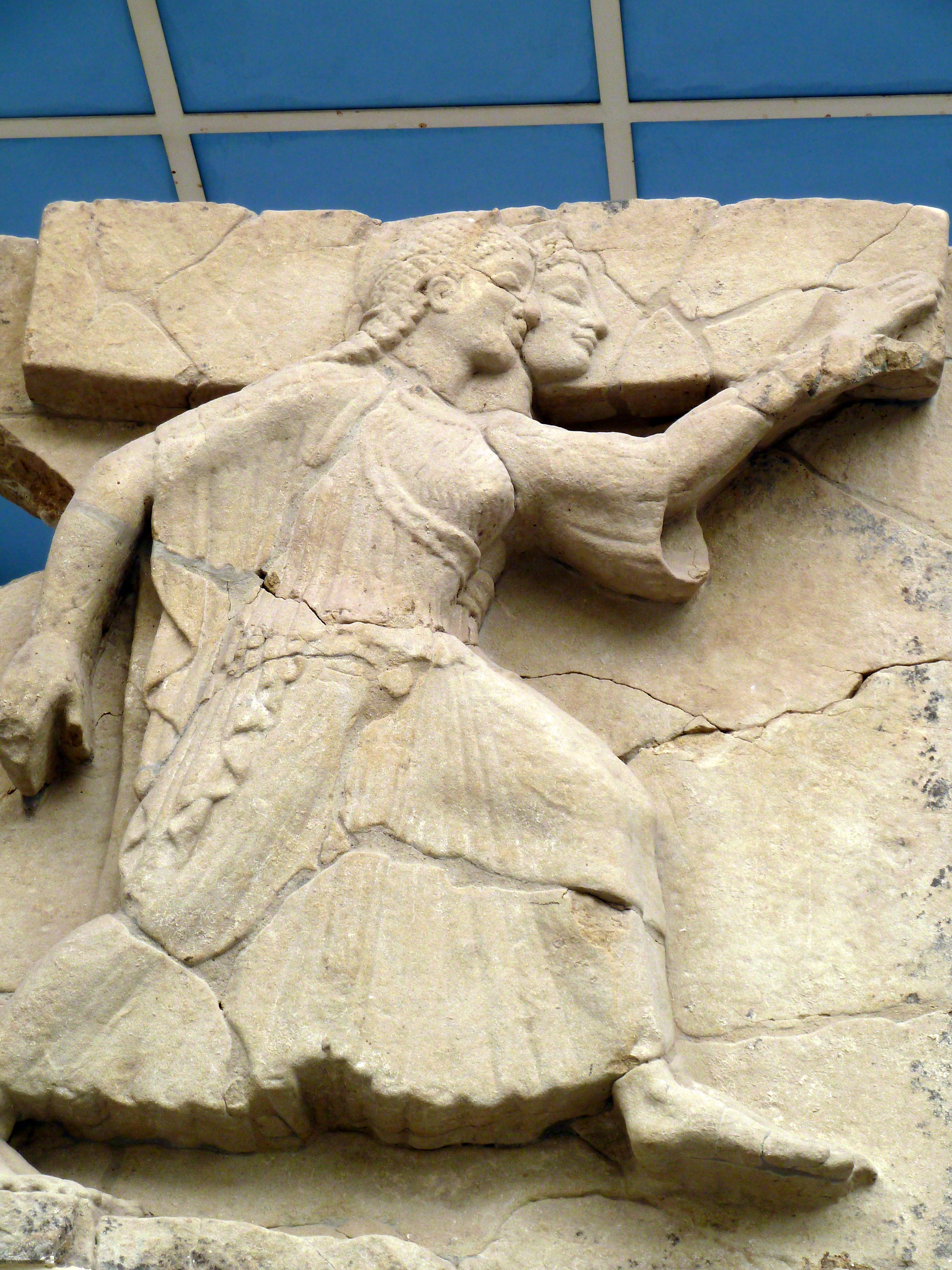
Del av metopfris från ett tempel nära Paestum, cirka 510 f.Kr.
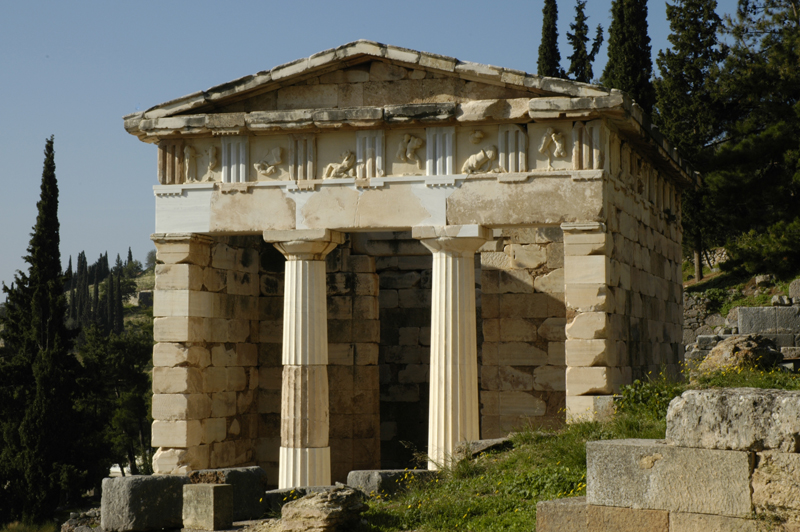
Metoper med skulptural dekoration i den doriska frisen i atenarnas skattkammare i Delfi.
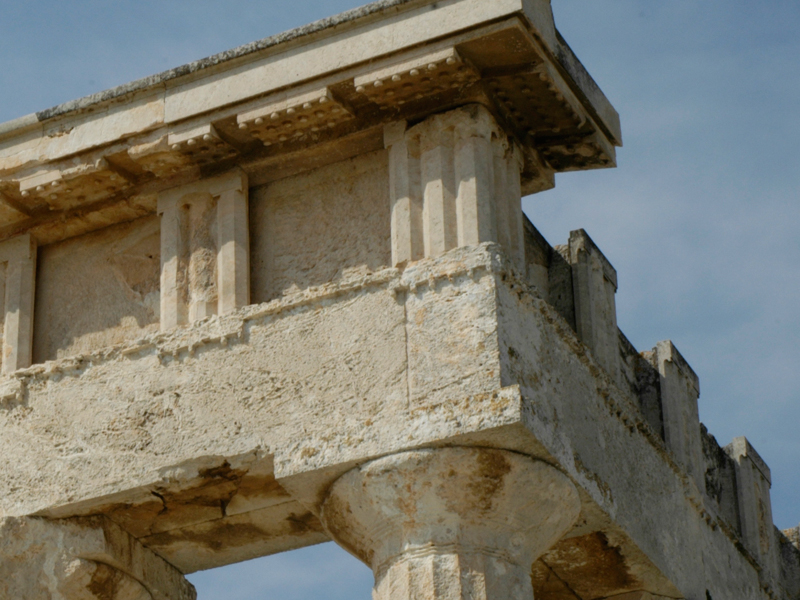
Fris av Afaiatemplet med triglyfer slitsade för metoper.
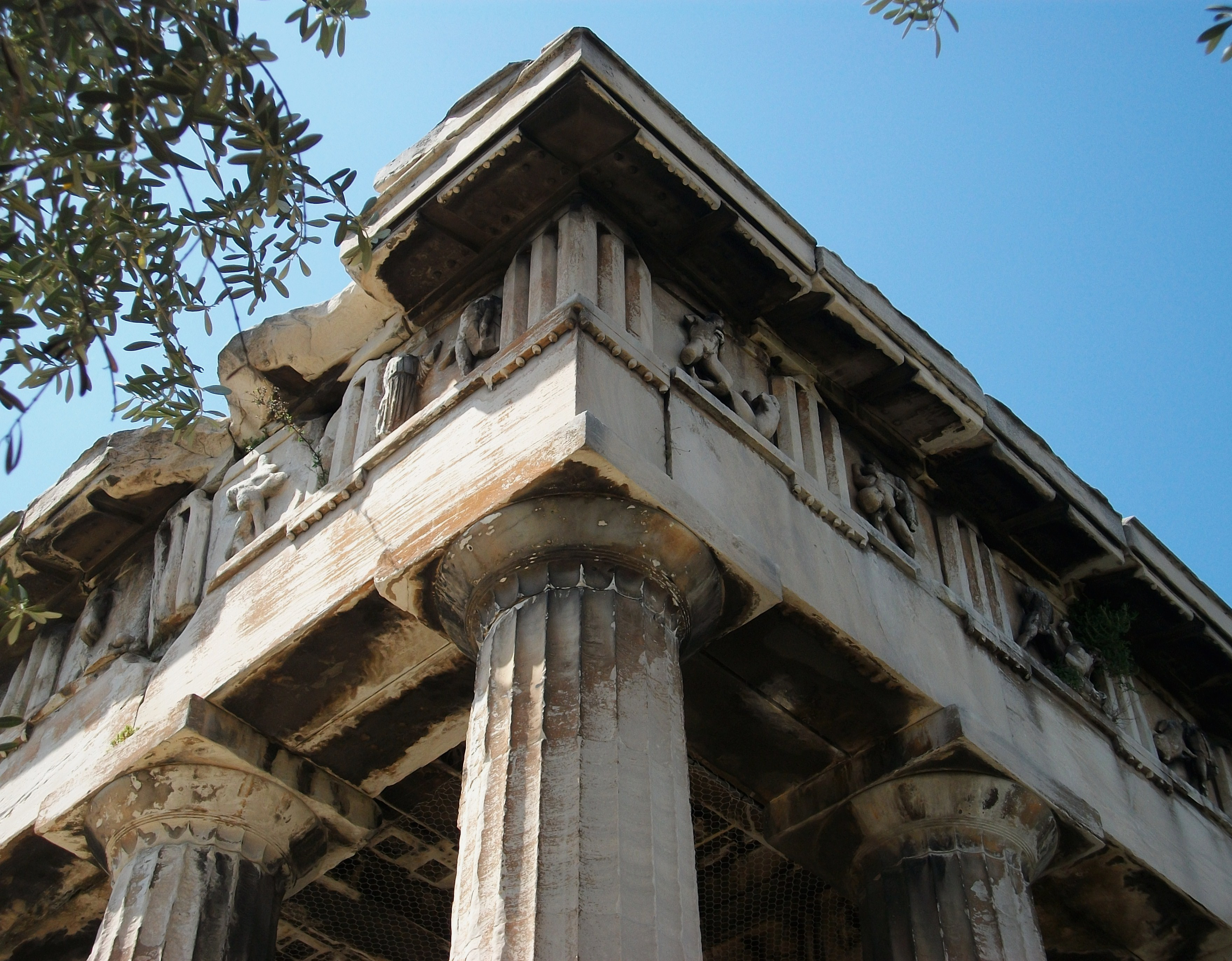
Hefaistos tempel i Hefaistosentablatur i Aten, som visar dorisk fris med skulpterade metoper.
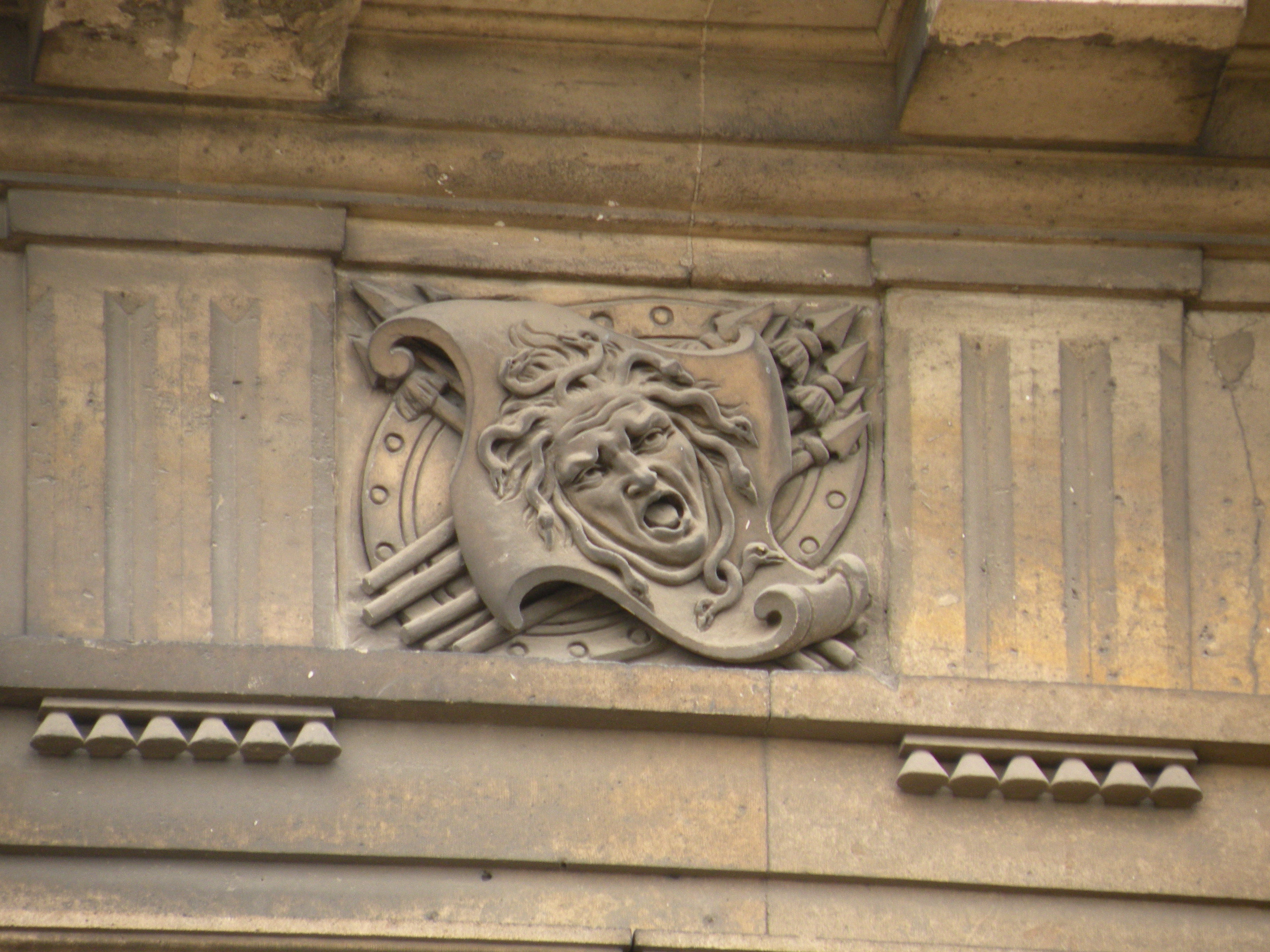
Metop på en fasad av Château de Maisons-Laffitte från Frankrike, ett exempel på fransk barockarkitektur, av François Mansart.
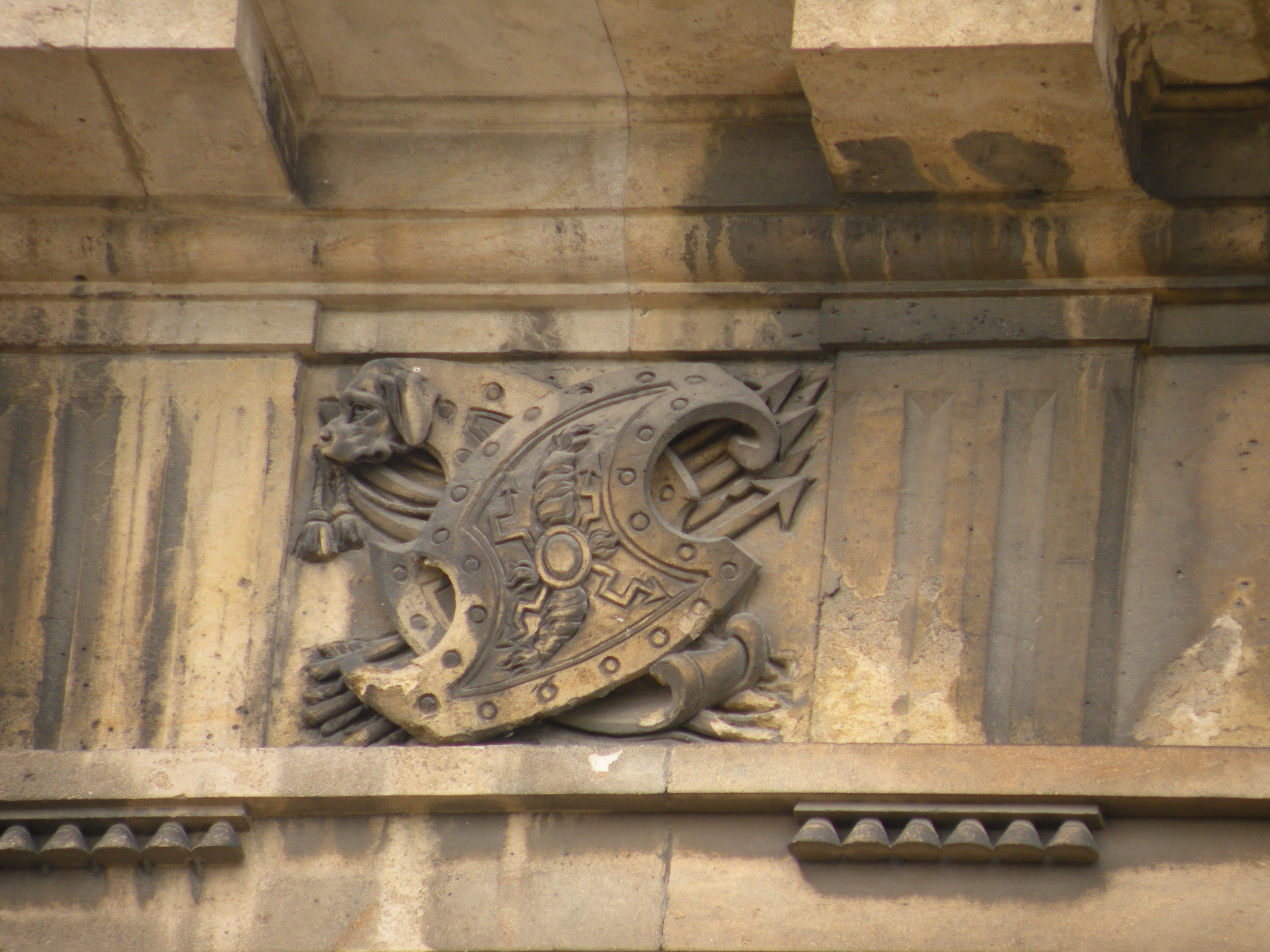
En annan metop av Château de Maisons-Laffitte.
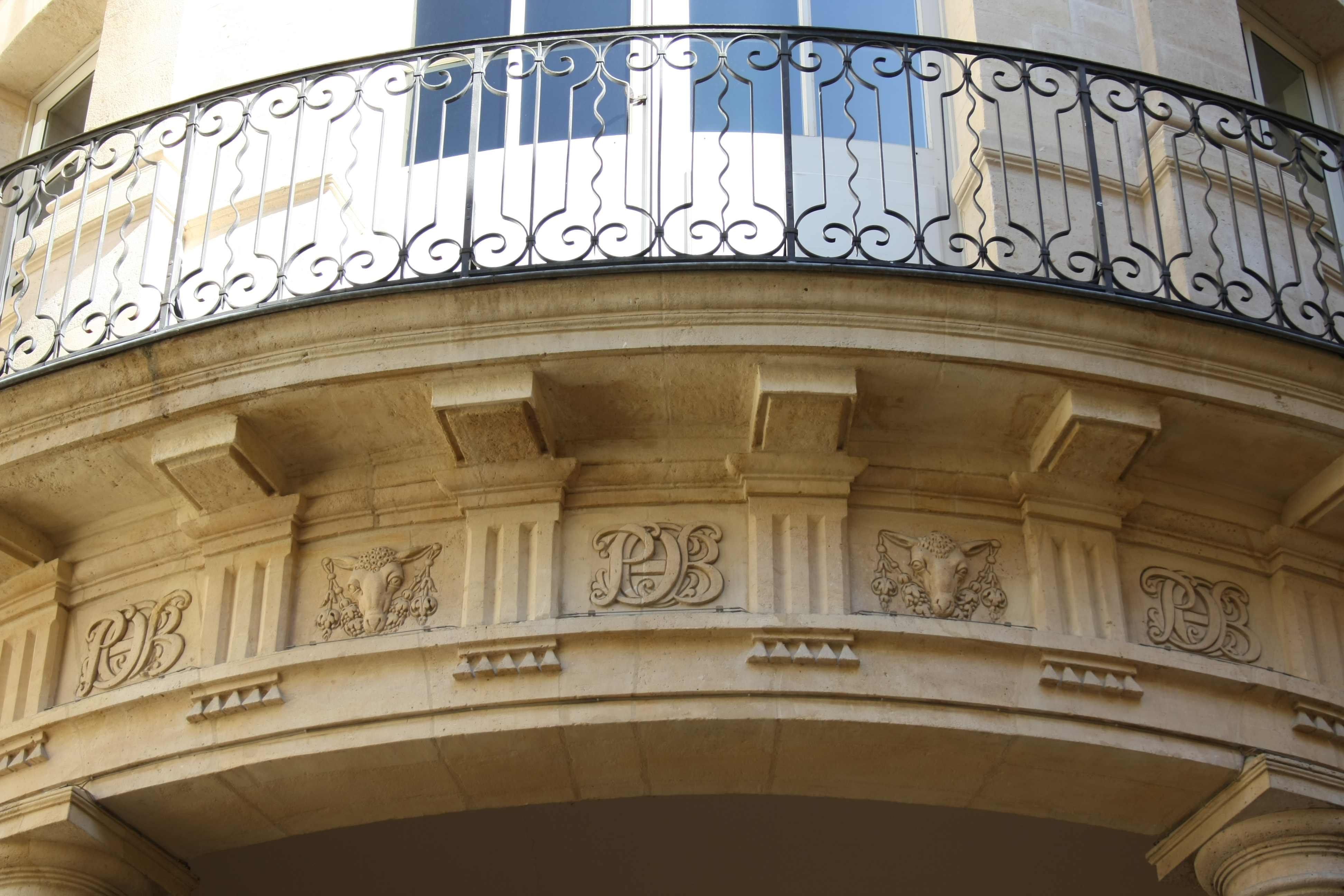
Dorisk fris av Hôtel de Beauvais i Paris.
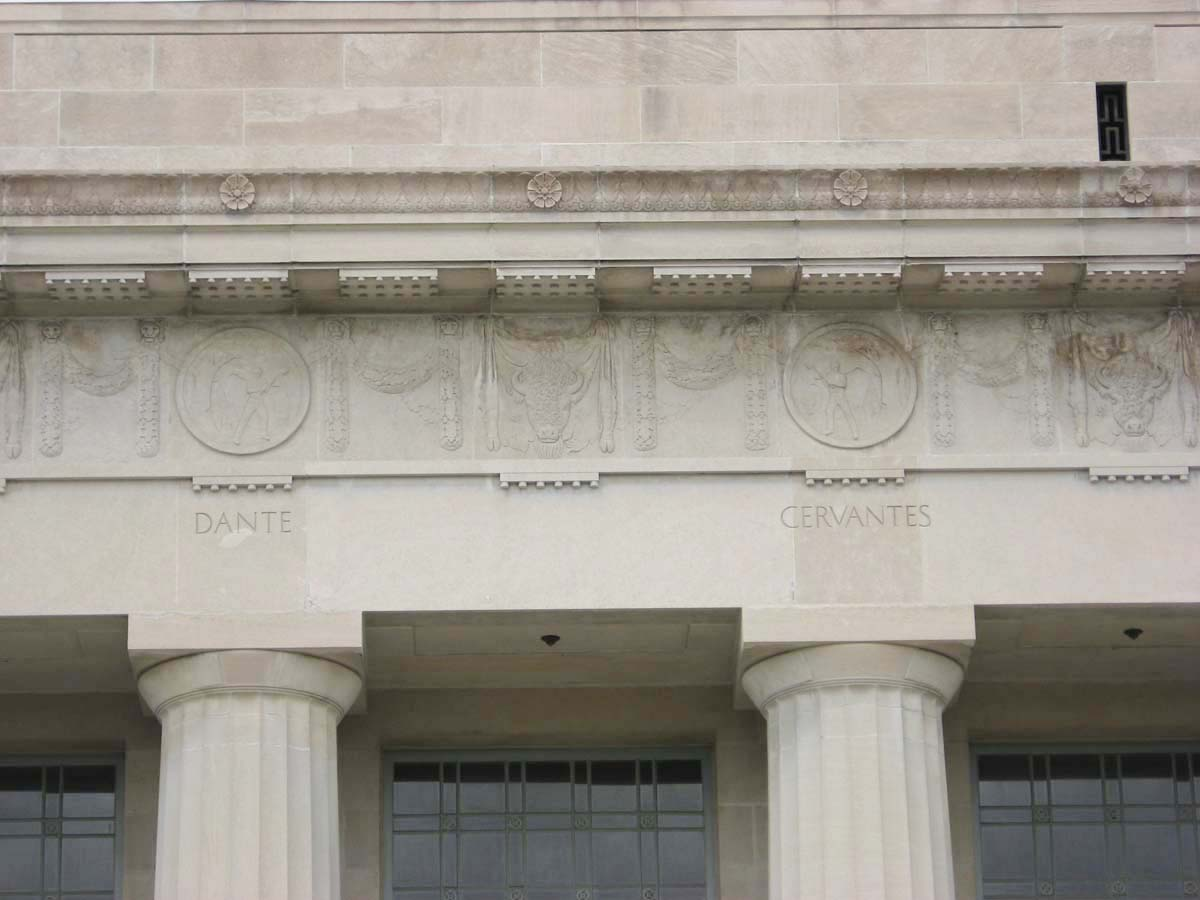
Tidiga 20-talets amerikaniserade metoper, med bison i stället för koskalle (bukranium).